# Тихий океан (мини-сериал)
«Тихий океан» (англ. The Pacific) — американский телевизионный мини-сериал о Второй мировой войне, созданный на основе мемуаров морских пехотинцев США Юджина Следжа и Роберта Леки, которые сражались в боях на Тихом океане во время Второй мировой войны. Сюжет описывает ключевые битвы, которые вошли в историю, глазами обычных солдат и их близких. Самый дорогой телесериал в истории на момент выхода в пересчёте на поэпизодный бюджет: каждая из 10 серий стоила более 20 миллионов долларов (однако по суммарному бюджету сериал уступает многим другим). Премьера сериала состоялась в США с 14 марта по 16 мая 2010 года.

## В ролях
- Джеймс Бэдж Дейл — рядовой первого класса Роберт Леки (1920—2001)
- Джозеф Маццелло — капрал Юджин Следж (1923—2001)
- Джон Седа — комендор-сержант Джон Бейзилон (1916—1945)
- Эштон Холмс — капрал Сидни «Сид» Филлипс (1924—2015)
- Уильям Сэдлер — подполковник Льюис «Чести» Пуллер (1898—1971)
- Джон Бернтал — сержант Мануэль «Мэнни» Родригес (1922—1942)
- Джейкоб Питтс — рядовой первого класса Билл «Простак» Смит (1922—1985)
- Кит Ноббс — рядовой первого класса Бад «Бегун» Конли (1921—1997)
- Джош Хелман — капрал Лью «Гусь» Джергенс (1918—1982)
- Генри Никсон — первый лейтенант Хью Корриган (1920—2005)
- Рами Малек — капрал Мерриелл «Снафу» Шелтон (1922—1993)
- Брендан Флетчер — рядовой первого класса Билл Лейден (1926—2008)
- Мартин Макканн — сержант Ромус Велтон Бёргин (1922—2019)
- Дилан Янг — рядовой первого класса Джей Де Л’Эо (1923—1997)
- Эндрю Лис — рядовой первого класса Роберт Освальт (1923—1944)
- Скотт Гибсон — капитан Эндрю Холдейн (1917—1944)
- Гэри Свит — комендор-сержант Элмо «Ганни» Хейни (1898—1979)
- Джошуа Биттон — сержант Дж. П. Морган (1919—1980)
- Тоби Леонард Мур — второй лейтенант Стоун
- Нейт Корддри — рядовой первого класса «Крикун» (—1944)
- Том Бадж — рядовой первого класса Ронни Гибсон
- Мэтт Крэйвен — капитан Грант
- Дуайт Брасвелл — рядовой первого класса Клиффорд «Стив» Эвансон (1926—1945)
- Бен Эслер — рядовой первого класса Чарльз «Чак» Тэйтум (1926—2014)
- Джошуа Клоуз — майор Эдвард Следж (1920—1985)
- Ноэль Фишер — рядовой Хэмм (—1945)
- Крис Фой — рядовой Тони «Кэти» Пек
- Леон Форд — первый лейтенант Эдвард «Деревенщина» Джонс (1917—1944)
- Фредди Джо Фарнсуорт — первый лейтенант Стэнли
- Сэнди Уинтон — капитан Джеймисон
- Энни Пэррис — сержант Лена Мэй Ригги Бейзилон (1913—1999)
- Линда Кроппер — Мэри Фрэнк Следж (1893—1989)
- Конор О'Фаррелл — доктор Следж (1887—1954)
- Деймон Херриман — Меррин
- Кариба Хейн — Филлис
- Ричард Коуторн — Перл
- Анна Торв — Вирджиния Грей (1917—2004)
- Клэр ван дер Бум — Стелла
- Каролин Даверна — Вера Келлер (1923—2024)
- Изабель Лукас — Гвен
- Аделаида Клеменс — регистраторша
- Лиам Макинтайр — Лью

## Реакция общественности
Сериал был хорошо принят критиками и получил среднюю оценку 87 % на агрегаторе обзоров Metacritic.
Основные награды и номинации сериала:
- 2010 — 8 премий «Эмми»: лучший мини-сериал, лучшая работа художника-постановщика для мини-сериала или телефильма, лучший кастинг для мини-сериала или телефильма, лучший грим для мини-сериала или телефильма, лучший протезный грим для сериала, мини-сериала или телефильма, лучший монтаж звука для мини-сериала или телефильма, лучшее микширование звука для мини-сериала или телефильма (за эпизод 2), лучшие визуальные спецэффекты для мини-сериала или телефильма (за эпизод 5). Кроме того, сериал получил 11 номинаций: лучшая режиссура для мини-сериала или телефильма (Дэвид Наттер и Джереми Подесва за эпизод 8, Тимоти ван Паттен за эпизод 9), лучший сценарий для мини-сериала или телефильма (Роберт Шенккан и Мишель Эшфорд за эпизод 8, Брюс Маккенна и Роберт Шенккан за эпизод 10), лучшая операторская работа для мини-сериала или телефильма (Реми Адефарасин за эпизод 5, Стивен Уиндон за эпизод 9), лучшие костюмы для мини-сериала или телефильма (за эпизод 3), лучший монтаж для мини-сериала или телефильма (за эпизоды 5, 8 и 9), лучший дизайн титров, лучшая музыка для мини-сериала или телефильма (Блейк Нили, Джефф Занелли и Ханс Циммер за эпизод 10), лучшее микширование звука для мини-сериала или телефильма (за эпизоды 5, 8 и 9), лучшие визуальные спецэффекты для мини-сериала или телефильма (за эпизод 1).
- 2010 — номинация на премию «Спутник» за лучший мини-сериал.
- 2011 — премия «Выбор критиков» за лучший телефильм.
- 2011 — премия Пибоди (Дэвид Наттер, Джереми Подесва, Тимоти ван Паттен).
- 2011 — премия Американского института киноискусства за лучшую телепрограмму года.
- 2011 — номинация на премию «Золотой глобус» за лучший мини-сериал или телефильм.
- 2011 — три номинации на премию Гильдии режиссёров США за лучшую режиссуру для телефильма или мини-сериала (Дэвид Наттер, Джереми Подесва, Тимоти ван Паттен).

## Список эпизодов
| № | Название                                           | Режиссёр                     | Автор сценария                                    | Дата премьеры  | Зрители в США (млн) |
| --- | -------------------------------------------------- | ---------------------------- | ------------------------------------------------- | -------------- | ------------------- |
| 1 | «Гудалканал/Леки» «Guadalcanal/Leckie»             | Тим Ван Паттен               | Брюс С. Маккенна                                  | 14 марта 2010  | 3,08                |
| Роберт Леки и 1-й полк морской пехоты, высаживаются на Гуадалканал и принимает участие в бою около устья реки Тенару. |                                                    |                              |                                                   |                |                     |
| 2 | «Бейзилон» «Basilone»                              | Дэвид Наттер                 | Брюс С. Маккенна                                  | 21 марта 2010  | 2,79                |
| Джон Бейзилон и 7-й полк морской пехоты высаживаются на Гуадалканал для усиления обороны вокруг аэродрома Хендерсон-Филд. |                                                    |                              |                                                   |                |                     |
| 3 | «Мельбурн» «Melbourne»                             | Джереми Подесва              | Джордж Пелеканос и Мишель Эшфорд                  | 28 марта 2010  | 2,77                |
| 1-я дивизия морской пехоты покидает Гуадалканал и отправляется в Мельбурн, Австралия на переформирование. Бейзилон получает Медаль Почёта и направляется домой в США, чтобы участвовать в кампании по продаже облигаций военного займа. |                                                    |                              |                                                   |                |                     |
| 4 | «Глостер/Павуву/Баника» «Gloucester/Pavuvu/Banika» | Грэм Йост                    | Роберт Шенккан и Грэм Йост                        | 4 апреля 2010  | 2,52                |
| Юджин Следж записывается в морскую пехоту и проходит курс военной подготовки, пока Леки в составе 1-й дивизии морской пехоты принимает участие в битве за мыс Глостер. Леки лечится от энуреза.                                         |                                                    |                              |                                                   |                |                     |
| 5 | «Высадка на Пелелиу» «Peleliu Landing»             | Карл Франклин                | Лоуренс Эндрис и Брюс С. Маккенна                 | 11 апреля 2010 | 2,71                |
| Следж и Леки высаживаются вместе с 1-й дивизией морской пехоты на Пелелиу. |                                                    |                              |                                                   |                |                     |
| 6 | «Аэродром Пелелиу» «Peleliu Airfield»              | Тони То                      | Брюс С. Маккенна, Лоуренс Эндрис и Роберт Шенккан | 18 апреля 2010 | 2,38                |
| Морские пехотинцы захватывают жизненно необходимый аэродром на Пелелиу. Леки ранен взрывной волной и эвакуирован. |                                                    |                              |                                                   |                |                     |
| 7 | «Холмы Пелелиу» «Peleliu Hills»                    | Тим Ван Паттен               | Брюс С. Маккенна                                  | 25 апреля 2010 | 2,55                |
| Следж и 5-й полк морской пехоты принимают участие в кровопролитных боях против японцев в холмах Пелелиу. |                                                    |                              |                                                   |                |                     |
| 8 | «Иводзима» «Iwo Jima»                              | Дэвид Наттер Джереми Подесва | Роберт Шенккан и Мишель Эшфорд                    | 2 мая 2010     | 2,34                |
| Бейзилон переводится в 5-ю дивизию морской пехоты и высаживается на Иводзиме. |                                                    |                              |                                                   |                |                     |
| 9 | «Окинава» «Okinawa»                                | Тим Ван Паттен               | Брюс С. Маккенна                                  | 9 мая 2010     | 1,81                |
| Следж и 1-я дивизия морской пехоты высаживаются на Окинаве. |                                                    |                              |                                                   |                |                     |
| 10 | «Дом» «Home»                                       | Джереми Подесва              | Брюс С. Маккенна и Роберт Шенккан                 | 16 мая 2010    | 1,96                |
| Следж и Леки возвращаются домой после капитуляции Японии. |                                                    |                              |                                                   |                |                     |